# 格尼拉利帕河戰役
格尼拉利帕河戰役（Battle of Gnila Lipa）是第一次世界大戰東方戰線於1914年8月29日至30日在奧匈帝國與俄羅斯帝國邊界爆發的一場戰鬥，本次戰役被視為加利西亞戰役的一部份，最終以奧匈帝國方面戰敗而落幕。

## 戰前態勢
格尼拉利帕河（烏克蘭語：Hnyla Lypa）意為「腐椴」，位於烏克蘭西部，為德涅斯特河左岸的支流，約位於倫貝格東南方40公里，波蘭語作Gniła Lipa，德語則作Gnila Lipa。
在加利西亞戰役之初，奧匈軍的第1、第4兩個軍團向北推進，分別在克拉希尼克、科馬羅夫擊退了俄軍。依據奧匈帝國參謀總長康拉德·馮·赫岑多夫的構想，向北挺進的奧匈軍將與從東普魯士南下的德軍會師，包圍住俄屬波蘭這個巨大的突出部；為了防止俄軍從東側迂迴，康拉德原先佈署了第3軍團留守加利西亞，但又抽出了其中一部兵力北上增援進攻的部隊，而遠從塞爾維亞前線調來的第2軍團此時尚未趕到，使加利西亞的防衛顯得相當脆弱。
俄軍方面，西南方面軍總指揮伊凡諾夫砲兵上將則認為奧匈軍將自倫貝格發起攻勢，而俄軍主力將由東側迂迴，以期包圍倫貝格的奧匈軍。作為戰鬥主力的第3、第8兩個軍團，共計擁有8個步兵軍（16個師）、1個哥薩克騎兵軍（3個師），以及2個獨立騎兵師，將近400,000人的龐大戰力，但卻完全誤判了奧匈軍的主攻方向。
奧匈第3軍團的指揮官是魯道夫·馮·布魯德曼騎兵上將，下轄2個軍，含6個步兵師、3個騎兵師（其中5個師由軍團直屬），但已有2個師北上增援；另外由赫爾曼·科菲斯步兵上將指揮的第12軍已從特蘭西瓦尼亞開到，準備投入協防。俄軍第3軍團由尼可萊·魯茨基步兵上將指揮，第8軍團的指揮官則是阿列克謝·布魯西洛夫騎兵上將。

## 戰鬥歷程
謹慎的魯茨基始終認為倫貝格的防禦十分堅強，因此他的推進並不快；但實際上，奧匈軍的防禦出乎意料的薄弱，防禦工事也不夠完整。布魯德曼在8月25日及27日兩度於佐洛塔利帕河發動反擊，但都已失敗收場；科菲斯也在別列札內遭遇布魯西洛夫痛擊，險些遭到包圍。康拉德指示布魯德曼退到格尼拉利帕河建立防禦，由於魯茨基的過度謹慎，使布魯德曼有時間組織後撤；然而康拉德不願就此失去主動權，便要求第3軍團向佩列梅什利亞內的俄軍發動反攻。不幸的是，當地正是俄軍主力的集結處，輕率反擊的布魯德曼在俄軍優勢的數量與火力下遭遇大敗，被迫全線向倫貝格撤退；在南方羅加京一帶的科菲斯亦然。整場戰役中，奧匈軍損失了20,000官兵與70門火砲。

## 戰後發展
奧匈方面直到格拉尼利帕河兵敗之後才發現俄軍的主力，但布魯德曼等不到北方來的支援，被迫拱手放棄倫貝格，退入普熱梅希爾的要塞堅守；若非馮·柏姆-厄爾默利的第2軍團趕到，奧匈帝國很可能失去整個加利西亞。